# Landelijke fietsroute 17
De Landelijke fietsroute 17 of LF17 is een LF-route in Nederland tussen Gorinchem en Wijk bij Duurstede, een route van ongeveer 60 kilometer. De route is als verbindingsroute onderdeel van de Rijndeltaroute.
Het fietspad loopt door de provincies Zuid-Holland en Gelderland.
De route van Gorinchem naar Wijk bij Duurstede heeft het nummer LF17a en de route van Wijk bij Duurstede naar Gorinchem LF17b.
Voor de ontwikkeling van de icoonroutes sloot de route ook aan op de voormalige LF-route LF7. De route is echter komen te vervallen.

## Traject
Deze route is in zijn geheel onderdeel van de EuroVelo EV15 Rijnroute. 
De route start in Gorinchem waar de EuroVelo EV15 Rijnroute verder kan worden gevolgd. Hier kan ook worden aangesloten op de EuroVelo EV19 Maasroute, de LF Maasroute, de LF Waterlinieroute en de LF9 NAP-route.
De route volgt kort de rivier de Waal en passeert al snel de provinciegrens tussen Zuid-Holland en Gelderland. Ze gaat langs natuurgebied Lingegebied en Diefdijk Zuid en volgt kort de rivier de Linge.
Bij Heukelum gaat de LF Waterlinieroute de Linge over naar Leerdam om bij Asperen weer terug op de route te keren. In Gellicum verlaat de LF Waterlinieroute de route weer.
De route blijft de Linge volgen tot Geldermalsen. In Buren komt de route kort langs het riviertje de Korne.
Via de Prinses Marijkesluizen wordt het Amsterdam-Rijnkanaal gekruist. 
Na passage van de Lek met een veerboot komt de route langs Kasteel Duurstede. De route eindigt bij Wijk bij Duurstede en Kasteel Sandenburg. Ze sluit hier aan op de LF4 Midden-Nederlandroute. Hier kan de EuroVelo EV2 Hoofdstedenroute worden opgepakt of kan de EuroVelo EV15 Rijnroute verder gevolgd worden.

## Aansluitingen met Europese routes
- De gehele route is onderdeel van de EuroVelo EV15 Rijnroute.
- In Gorinchem kan worden aangesloten op de EuroVelo EV19 Maasroute.
- In Wijk bij Duurstede kan worden aangesloten op de EuroVelo EV2 Hoofdstedenroute.

## Aansluitingen met andere LF- of icoonroutes
- In Gorinchem kan worden aangesloten op de LF Maasroute.
- In Gorinchem kan worden aangesloten op de LF9 NAP-route.
- Tussen Gorinchem en Heukelum loopt de route parallel met de LF Waterlinieroute.
- Tussen Asperen en Gellicum loopt de route parallel met de LF Waterlinieroute.
- In Wijk bij Duurstede kan worden aangesloten op de LF4 Midden-Nederlandroute.

## Aansluitingen met regionale routes
- Op elk willekeurig punt kan gebruik worden gemaakt van het fietsroutenetwerk ter plaatse.